# Nierozpoznani

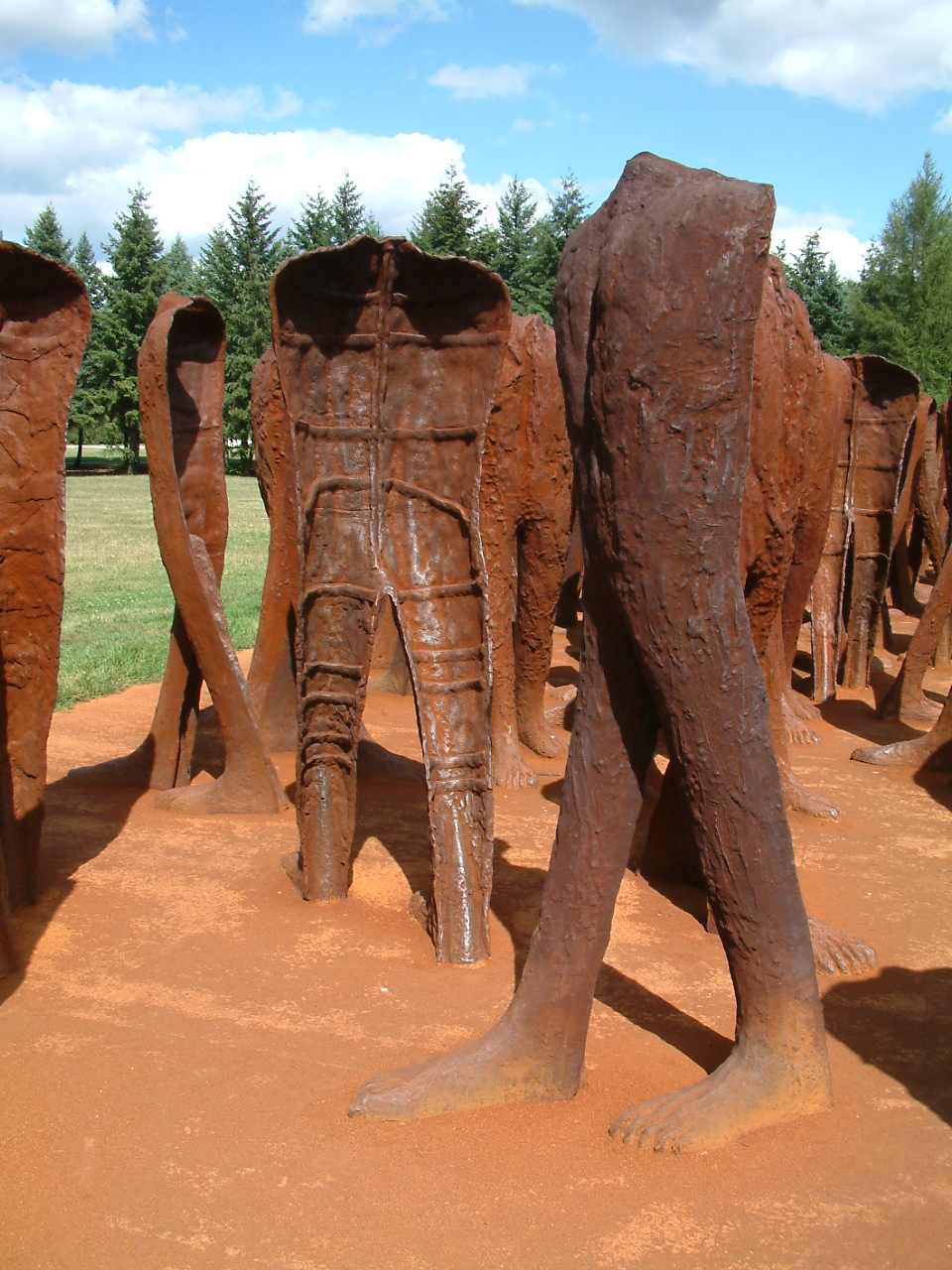
Fragment

Nierozpoznani – zespół rzeźb plenerowych zlokalizowany w centralnej części Cytadeli w Poznaniu, w pobliżu Muzeum Uzbrojenia.

## O dziele
Nierozpoznani są największą plenerową realizacją Magdaleny Abakanowicz. Składają się ze 112, wysokich na ponad dwa metry, odlanych z żeliwa, antropomorficznych figur, tworzących pozornie bezładną grupę pośród otaczającego ich trawnika. Sylwetki pozbawione są głów i rąk, sprawiają wrażenie kroczących w różnych kierunkach. Według poznańskiego fotografika Macieja Kuleszy postacie przedstawione przez autorkę „mówią o fenomenie życia, poruszają problemy godności, odwagi, przetrwania, opisują dramatyczną obecność człowieka we wszechwładnej przestrzeni politycznej i technicznej obecnego świata. Są tłumem z mitu, wyłaniają się z otaczającej ich natury, z kępy drzew, ziemi, obłoków. Każdy z nich kryje w środku odmienny ślad kręgosłupa, zmierza w innym kierunku”.
Zespół zamontowano i odsłonięto w 2002. Inicjatorem powstania był prof. Jarosław Maszewski, a mecenasem Fundacja VOX-Artis. Figury wykonano w Odlewni Żeliwa w Śremie w latach 2001–2002 przy współpracy prof. Anny Goebel, Tomasza Piątkowskiego i Ryszarda Cubala. Sponsorem była Fundacja 750-lecia Lokacji Miasta Poznania.

## AkcjaThe Krasnals
11 kwietnia 2011 Nierozpoznani stali się miejscem prowokacji grupy artystycznej The Krasnals. Bezpośrednio przy zespole rzeźb członkowie grupy postawili czarny, przysadzisty, porowaty krzyż wysokości postaci, na niskim cokole, który został usunięty przez Zarząd Zieleni Miejskiej jeszcze tego samego dnia, po kilku godzinach. Happening ten był artystycznym głosem w tzw. wojnie o Krzyż Smoleński.